# Saint-Amans (Ariège)
Saint-Amans è un comune delegato del comune di Bézac, situato nel dipartimento dell'Ariège nella regione dell'Occitania. In precedenza comune autonomo, il 1º gennaio 2023 è confluito nel comune di Bézac.

## Società

### Evoluzione demografica
Abitanti censiti